# شوح قوقازي
الشوح القوقازي أو النورماني نوع نباتي شجري ينتمي إلى جنس الشوح من الفصيلة الصنوبرية.

## الانتشار
موطنه جنوب وشرق جبال القوقاز في تركيا وجورجيا وروسيا وشمال أرمينية.